# مقاطعة بهبهان
مقاطعة بهبهان (بالفارسية: شهرستان بهبهان) هي إحدى مقاطعات إيران وتقع في محافظة خوزستان. مدينة بهبهان هي عاصمة هذه المقاطعة. حسب إحصاءات المركز الرسمي للإحصاءات الإيرانية في 2006 كان يسكن مقاطعة بهبهان 172,597 شخص وكان عدد المساكن 39,607 مسكن. تنقسم هذه المقاطعة لثلاثة بلدات: البلدة المركزية وبلدة تشان وبلدة زيدون. للمقاطعة مدينتان وهي بهبهان وسردشت.